# Administrativ rekurs
Administrativ rekurs er betegnelsen for muligheden og proceduren for at klage over (altså påklage eller rekurrere) en forvaltningsmyndigheds afgørelse til en anden (typisk højere) forvaltningsmyndighed. Muligheden og proceduren for rekurs, samt retsvirkningerne heraf, varierer imellem retssystemer.

## Rekursens formål
Der kan anføres flere forskellige formål med administrativ rekurs. Fra en juridisk synsvinkel er hovedformålet med administrativ rekurs at sikre retssikkerheden for de personer rekursmuligheden stilles til rådighed for. Ved at give en afgørelses adressat mulighed for at få en sag behandlet to eller flere gange øges sandsynligheden for, at den juridisk korrekte afgørelse nås og at fejl eventuelle fejl begået af tidligere instanser rettes. Revsbech anfører tillige at muligheden for at blive underkendt ved en klageinstans skaber et pres på førsteinstansen for at foretage en grundigere sagsbehandling, hvilket også fremmer retssikkerheden.
Anskuet både juridisk og forvaltningsteoretisk tjener administrativ rekurs ofte tillige et styringsformål. "[D]en giver en central (eller regional) myndighed mulighed for at påvirke sagsbehandlingen og [...] indholdet af afgørelser hos førsteinstansen [...] Dette medvirker til, at retstilstanden og skønsudøvelsen i videst muligt omfang bliver ensartet i hele landet, og at lovgivningsmagtens intentioner føres ud i livet." Egnetheden af rekurs som styringsmiddel over for mere direkte styringsmidler er dog blevet betvivlet, og Christensen beskriver en eventuel styringseffekt som en sekundær virkning af rekurs.
Er rekursmyndigheden sammensat af repræsentanter for interesseorganisationer, politisk udpegede repræsentanter, eller medlemmer med særlige sagkyndige kompetencer, tjener rekursen tillige det formål at sikre at disse "får væsentlig indflydelse på de afgørelser der træffes inden for det pågældende område."

## Administrativ rekurs i specifikke retssystemer

### Danmark
Dansk ret indeholder både rekursordninger baseret på skrevne regler, og rekurs baseret på ulovbestemte principper.

#### Ulovbestemte principper
Er spørgsmålet om rekurs ikke reguleret ved lov eller en anden gyldig bestemmelse, findes der en række ulovbestemte principper om rekurs der gælder på lovniveau. Centralt er princippet om, at afgørelser truffet af en forvaltningsmyndighed der indgår i en hierarkisk myndighedsstruktur, kan påklages til en højere myndighed og dermed i sidste ende til ministeren ansvarlig for den pågældende forvaltningsgren. Undtagelser hertil er kommunale afgørelser, der ikke kan påklages til statslige myndigheder uden udtrykkelig lovhjemmel, og afgørelser truffet af nævn og råd, der af lovgiver bevidst er holdt udenfor den hierarkiske over/underordnelsesstruktur og derfor ikke kan påklages uden lovhjemmel.
Hvorvidt en given fysisk eller juridisk person er klageberettiget baseret på de ulovbestemte principper om rekurs, kommer an på om pågældende har en væsentlig, direkte, individuel og retlig interesse i sagens udfald. De samme kriterier anvendes ved vurderingen af, om en person kan anses som part i en sag efter forvaltningsloven, og der er "en vejledende sammenhæng mellem [...] partsstatus (efter forvaltningsloven) på den ene side og klageret inden for den administrative rekurs ud fra kriteriet væsentlig, individuel interesse på den anden side." Det kan således antages, at den der er part i en sag også er klageberettiget.
Udnyttelse af administrativ rekurs har som udgangspunkt ikke opsættende virkning (annullerende virkning). Men det antages, at både den myndighed, der rekurreres (påklages) til, og førsteinstansen har mulighed for at tillægge klagen opsættende virkning, og førsteinstansen kan ved udstedelse af den oprindelige afgørelse bestemme, at eventuelle klager skal have opsættende virkning.
I mangel af skrevne klagefrister kan klager i princippet indgives når som helst efter den oprindelige afgørelse, dog er det i praksis acceptabelt at afvise en meget sen klage efter en konkret vurdering. En sådan afvisning kan være begrundet i bevismæssige hensyn eller hensynet til andre parters berettigede forventninger. Er der gået lang tid siden den oprindelige afgørelse, kan afgørelsen også have mistet sin betydning, hvorefter den klagende part ikke længere har retlig interesse.

#### Skrevne regler
Der findes mange eksempler i dansk ret på skrevne regler der regulerer spørgsmålet om rekurs, og Revsbech beskriver en tendens i retning af at rekursordninger lovreguleres, frem for baseres på den ulovbestemte rekursadgang beskrevet ovenfor. Dog findes der, i modsætning til f.eks. den norske forvaltningslov, ikke et almindeligt regelsæt om rekurs der gælder for alle sager i den offentlige forvaltning. Rekursordningerne er i stedet fastsat i den specielle forvaltningsretlige lovgivning.
Skrevne regler om rekurs kan angå spørgsmålet om hvorvidt og til hvem der kan rekurreres. Sådanne regler kan være lovfæstelser af den rekursadgang der allerede gælder på ulovbestemt grundlag eller begrænsninger heri. Et eksempel på afskæring af rekursadgangen er paslovens § 2 a, stk. 3, der bestemmer at politiets afgørelser efter § 2 a, stk. 1 ikke kan indbringes for anden administrativ myndighed. Et eksempel på en regel der fraviger den rekursordning, der gælder på ulovbestemt grundlag, er miljøbeskyttelseslovens § 91, stk. 1, der bestemmer at afgørelser truffet af hhv. kommunalbestyrelsen og miljø- og fødevareministeren kan påklages til Miljø- og Fødevareklagenævnet, medmindre andet er bestemt andetsteds i loven. Efter de ulovbestemte regler om rekurs ville kommunale afgørelser truffet efter loven ikke kunne indbringes for en statslig myndighed, og miljø- og fødevareministeren ville være sidste instans i myndighedshierarkiet.
Skrevne regler om rekurs kan også angå hvem der er klageberettiget. Et eksempel herpå, er regler der giver interesseorganisationer, der ellers ikke ville være at anse som klageberettigede i de sager som behandles af førsteinstansen, mulighed for at klage over dennes afgørelser. F.eks. bestemmer miljøbeskyttelseslovens § 99, stk. 1, at Danmarks Fiskeriforening kan påklage visse afgørelser truffet angående forurening af vandløb, søer eller havet.
Skrevne regler om klagers evt. opsættende virkning kan udgøre en lovfæstelse af det ulovbestemte udgangspunkt hvorefter klager ikke har opsættende virkning, men kan tillægges opsættende virkning af rekursmyndigheden. Et eksempel herpå er militær disciplinarlovs §§ 14, stk. 3 og 15, stk. 3 der bestemmer at klager til hhv. disciplinarchefen og disciplinarnævnet ikke har opsættende virkning, medmindre disse bestemmer det. Andre ordninger forekommer. F.eks. bestemmer § 18 a, stk. 10 i lov om kystbeskyttelse m.v., at klager efter loven har opsættende virkning medmindre klagemyndigheden bestemmer det modsatte.

## Rekursinstanser
Blandt de vigtigste rekursinstanser er Ankestyrelsen og Landsskatteretten samt Natur- og Miljøklagenævnet; Anklestyrelsen behandler bl.a klager over kommunale afgørelser. Hertil kommer Planklagenævnet.